# São Martinho das Chãs
São Martinho das Chãs is een plaats (freguesia) in de Portugese gemeente Armamar en telt 726 inwoners (2001).